# Samuel Gaze
Samuel Gaze (ur. 12 grudnia 1995 w Tokoroa) – nowozelandzki kolarz górski, wielokrotny medalista mistrzostw świata i Igrzysk Wspólnoty Narodów.

## Kariera
Pierwszy sukces w karierze Samuel Gaze osiągnął w 2014 roku, kiedy zdobył srebrny medal w cross-country podczas igrzysk Wspólnoty Narodów w Glasgow. Rok wcześniej wystartował na mistrzostwach świata w Pietermaritzburgu, zajmując ósme miejsce w sztafecie. Na tych samych mistrzostwach brał też udział w eliminatorze, jednak odpadł w eliminacjach. Pierwszy raz na podium zawodów Pucharu Świata stanął 25 kwietnia 2014 roku w Cairns, gdzie od razu zwyciężył. W sezonie 2014 nie stawał już na podium, jednak w klasyfikacji końcowej zajął siódme miejsce.